# 兰普雷希茨豪森
兰普雷希茨豪森是奥地利萨尔茨堡州萨尔茨堡城郊县的一个市镇。总面积31.77平方公里，总人口3292人，人口密度103.6人/平方公里（2005年）。